# Émail (héraldique)
Pour les articles homonymes, voir émail et héraldique.
Émail (au pluriel émaux) est un nom générique qui désigne les couleurs héraldiques . Ainsi, le terme « émaux » recouvre en principe les quatre couleurs les plus intenses (rouge, bleu, noir, vert), ou cinq si l'on compte la couleur pourpre,. Certains auteurs s'en servent pour désigner l'ensemble des couleurs, aussi bien les intenses, que les métaux plus clairs (blanc et jaune).
Selon une note circulaire du ministère de la Culture du 12 juillet 2001 intitulée Conseils pour la création d’armoiries par des collectivités, il est conseillé d'utiliser le terme « émaux » pour désigner une couleur hors-métaux, et le terme « couleurs » pour désigner à la fois les émaux et les métaux. Si l'on suit cet usage, les fourrures (qui ne sont ni émail, ni métal) peuvent aussi être considérées comme des couleurs.

## Les cinq émaux
Les couleurs héraldiques se composent de cinq émaux et de deux métaux.
| Émaux | Émaux   | Émaux | Émaux   | Émaux   | Métaux | Métaux |
| ----- | ------- | ----- | ------- | ------- | ------ | ------ |
| Azur  | Gueules | Sable | Sinople | Pourpre | Or     | Argent |

Les fourrures sont des combinaisons d'émaux et de métaux.

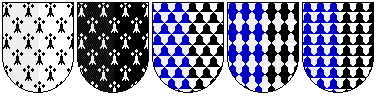
Exemple de fourrures, combinaison d'émaux azur et sable avec le métal argent.

## Origine du terme
Le terme émail vient d'une analogie avec le travail de l'émail, une substance vitreuse, transparente ou colorée qui était incrustée dans des espaces creusés dans le métal (technique du champlevé). 
Le Limousin était célèbre au XIIe siècle pour son orfèvrerie émaillée. On peut citer comme exemple héraldique la plaque tombale de Geoffroy Plantagenet (avant 1160). 
L'action de recouvrir une surface d'émail s'appelle l'émaillage.

## Utilisation des termes «couleur» et «émail»
En héraldique, l’emploi des termes de « couleur » et d’« émail » n’est pas sans problème.
En effet, selon les auteurs, émail est utilisé à la place de couleur et inversement ; certains auteurs utilisent même indifféremment le même terme pour désigner l’ensemble de la palette, et le sous-groupe spécifique.
Dans une note circulaire du ministère de la Culture du 12 juillet 2001 intitulée Conseils pour la création d’armoiries par des collectivités on trouve au chapitre « Couleurs » ces conseils : « Toute composition doit se plier aux règles suivantes : a) Utiliser strictement les métaux, les émaux et les fourrures déterminés par les règles et la tradition de l’héraldique... »
Sans prétendre que ce soit la seule référence possible, et simplement pour éviter toute ambiguïté, tous les articles concernant l’héraldique utiliseront « couleur » pour désigner tout élément de la palette, attribut d’un champ ou d’un fond, et « émail » pour les couleurs n’étant ni métal ni fourrure. Ce choix est également étayé par le fait que si ce n’est pas l’usage le plus répandu parmi les spécialistes, c’est le moins déroutant pour le profane.
Ces deux termes n’apparaissant pas dans le blasonnement, mais uniquement dans la description théorique de l'héraldique, cette différence est sans conséquence notable. Le seul point où cette distinction est importante est dans la règle de contrariété des couleurs, qui veut qu'il n’y ait jamais émail sur émail, ou métal sur métal.